# تركي بن هذلول بن عبد العزيز آل سعود
الأمير تركي بن هذلول بن عبد العزيز آل سعود (1988-) نائب أمير منطقة نجران السعودية منذ 22 أبريل 2017، وهو الابن الثاني للأمير هذلول بن عبد العزيز آل سعود الابن الثاني والثلاثون من أبناء المؤسس عبد العزيز آل سعود.

## المناصب
- نائب أمير منطقة نجران.
- عضو مجلس إدارة القدية للاستثمار.
- عضو شرف نادي الهلال السعودي.
- عمل في الديوان الملكي بعد تولي الملك سلمان بن عبد العزيز مقاليد الحكم.
- عمل في ديوان ولي العهد بعد اختيار الملك سلمان بن عبد العزيز وليًا للعهد.

## الأسرة
والدته هي مشاعل بنت فلاح آل حثلين ابنة أمير العجمان وحفيدة راكان بن فلاح بن حثلين، والأخت الشقيقة للأميرة فهدة بنت فلاح بن سلطان آل حثلين العجمي زوجة خادم الحرمين الشريفين الملك سلمان بن عبد العزيز آل سعود ووالدة الأمير محمد بن سلمان بن عبدالعزيز آل سعود ولي العهد ورئيس مجلس الوزراء.

متزوج من الأميرة نورة بنت معتصم بن سعود الدغيثر وله من الأبناء :
- الأمير محمد بن تركي بن هذلول بن عبدالعزيز آل سعود. 
- الأمير عبدالعزيز بن تركي بن هذلول بن عبدالعزيز آل سعود. 
- الأميرة آيه بنت تركي بن هذلول بن عبدالعزيز آل سعود. 